# Orobanche gracilis
Orobanche gracilis là loài thực vật có hoa thuộc họ Cỏ chổi. Loài này được Sm. mô tả khoa học đầu tiên năm 1798.

## Hình ảnh

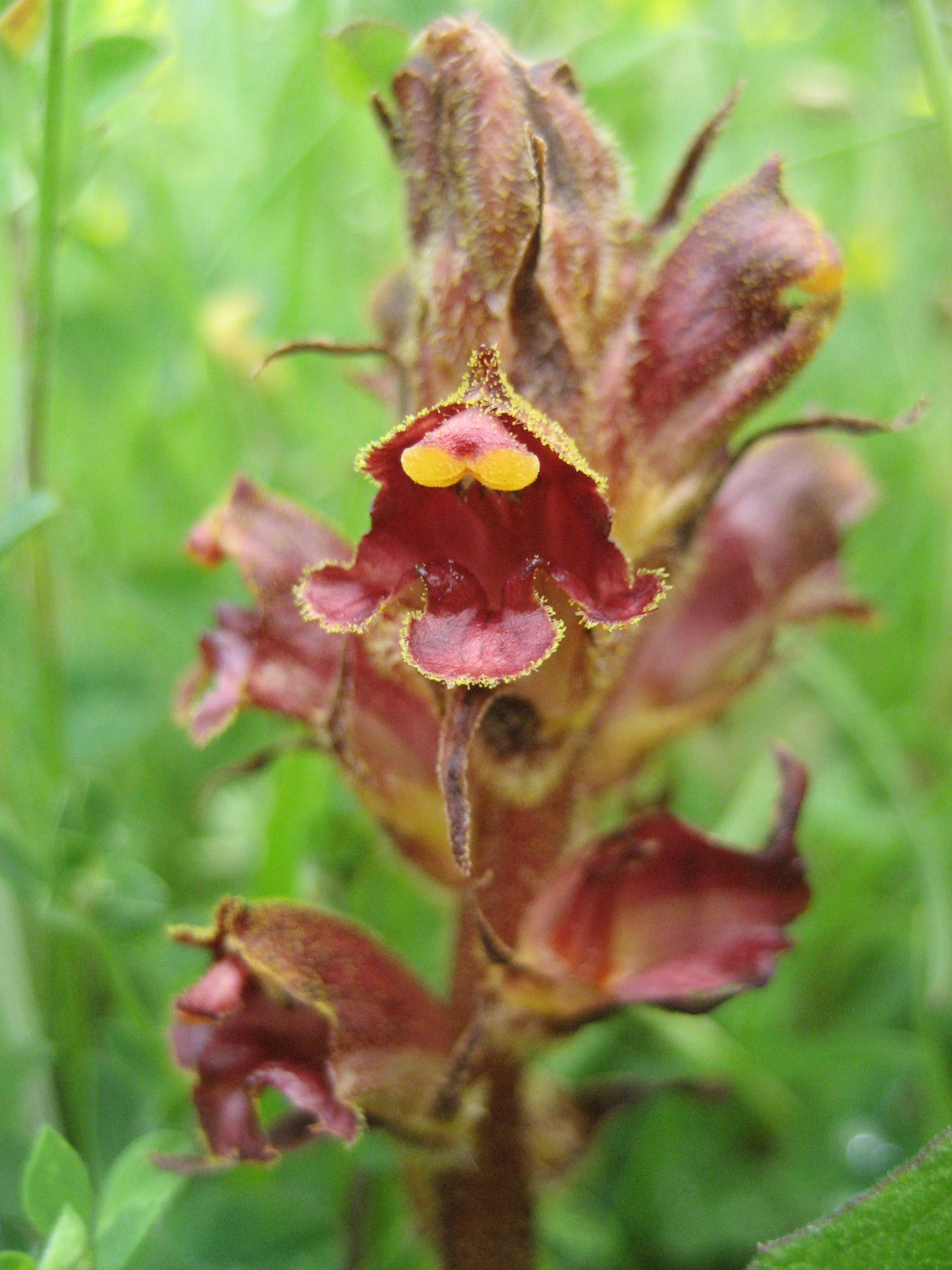
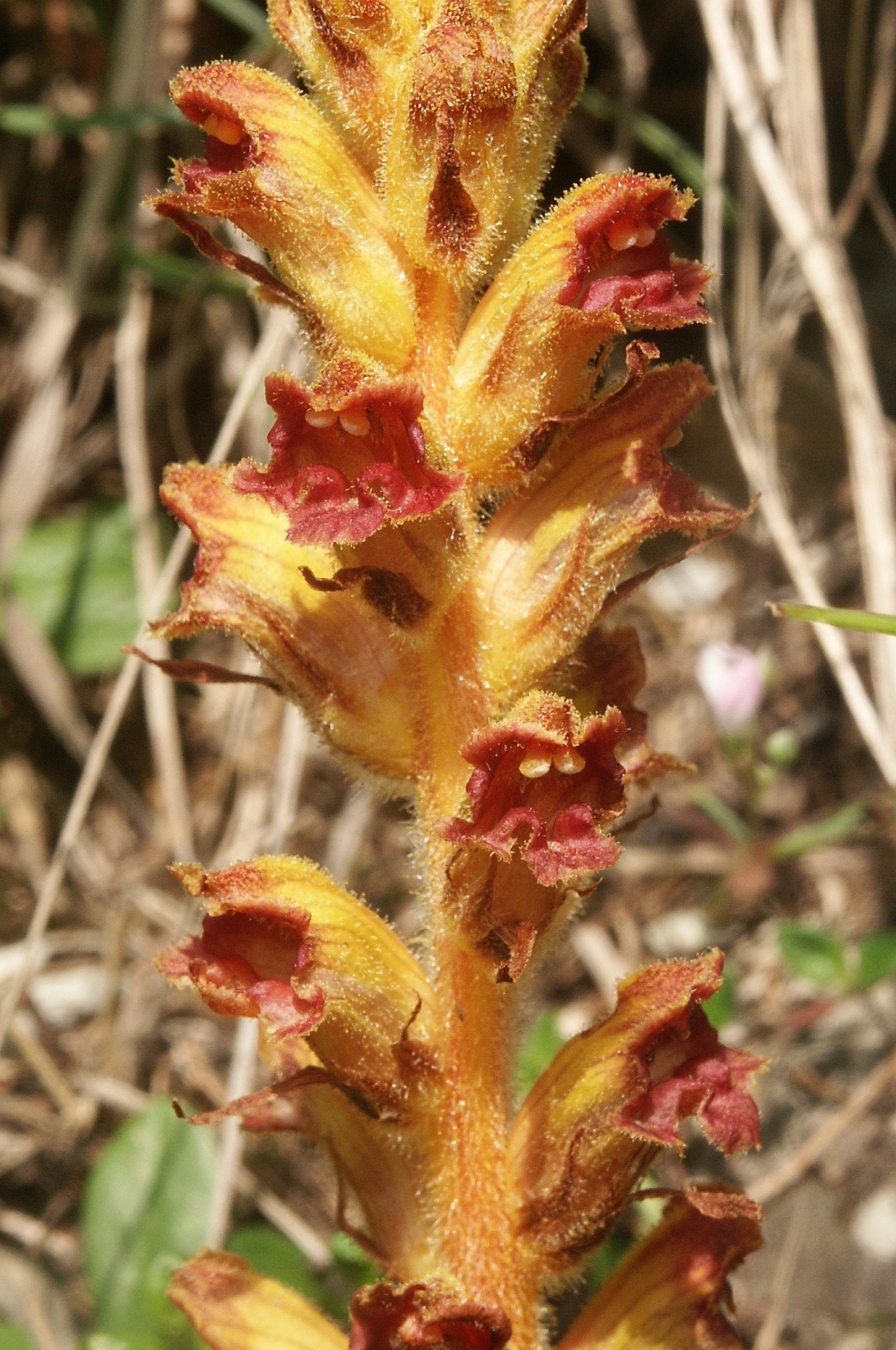
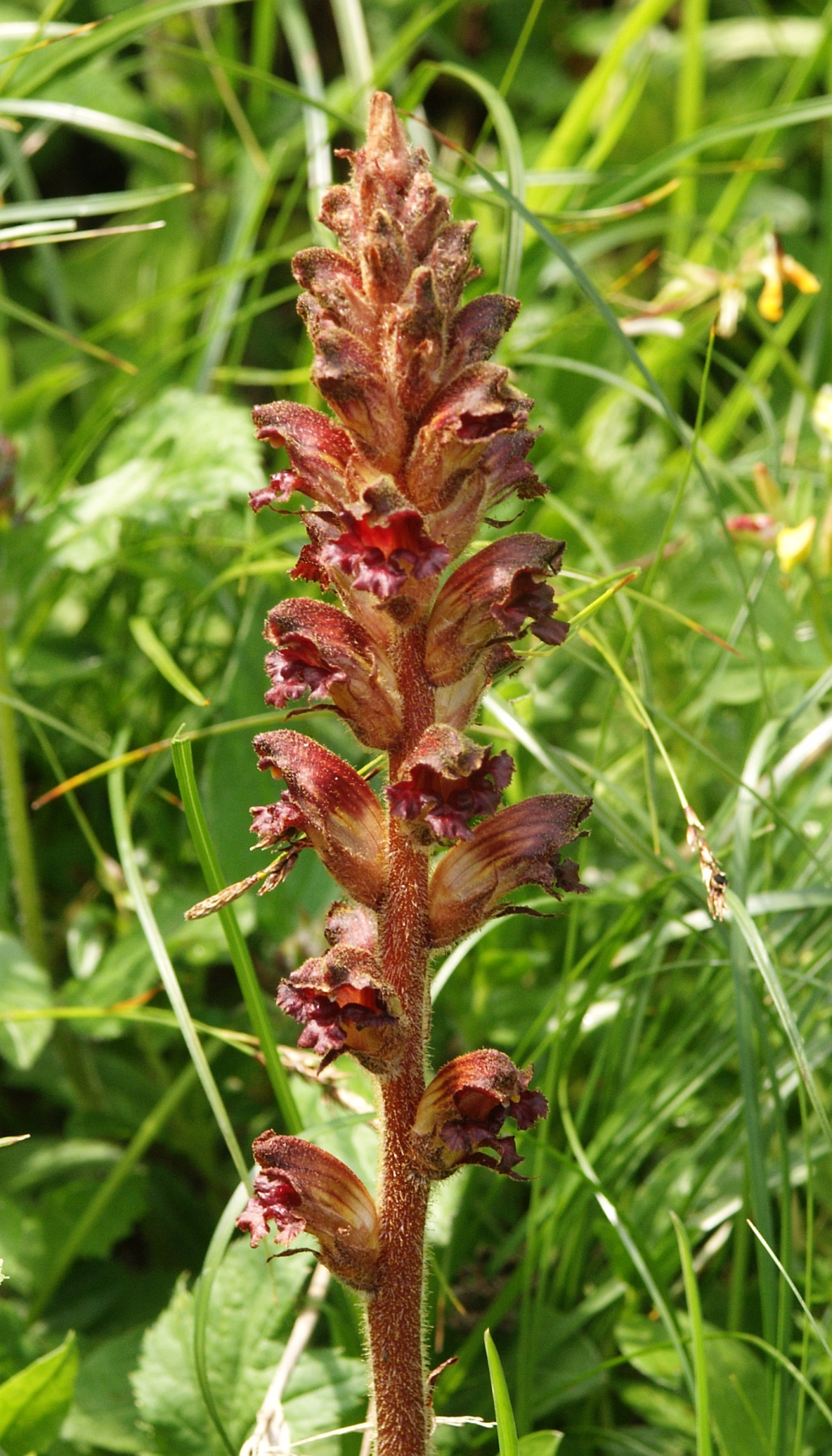
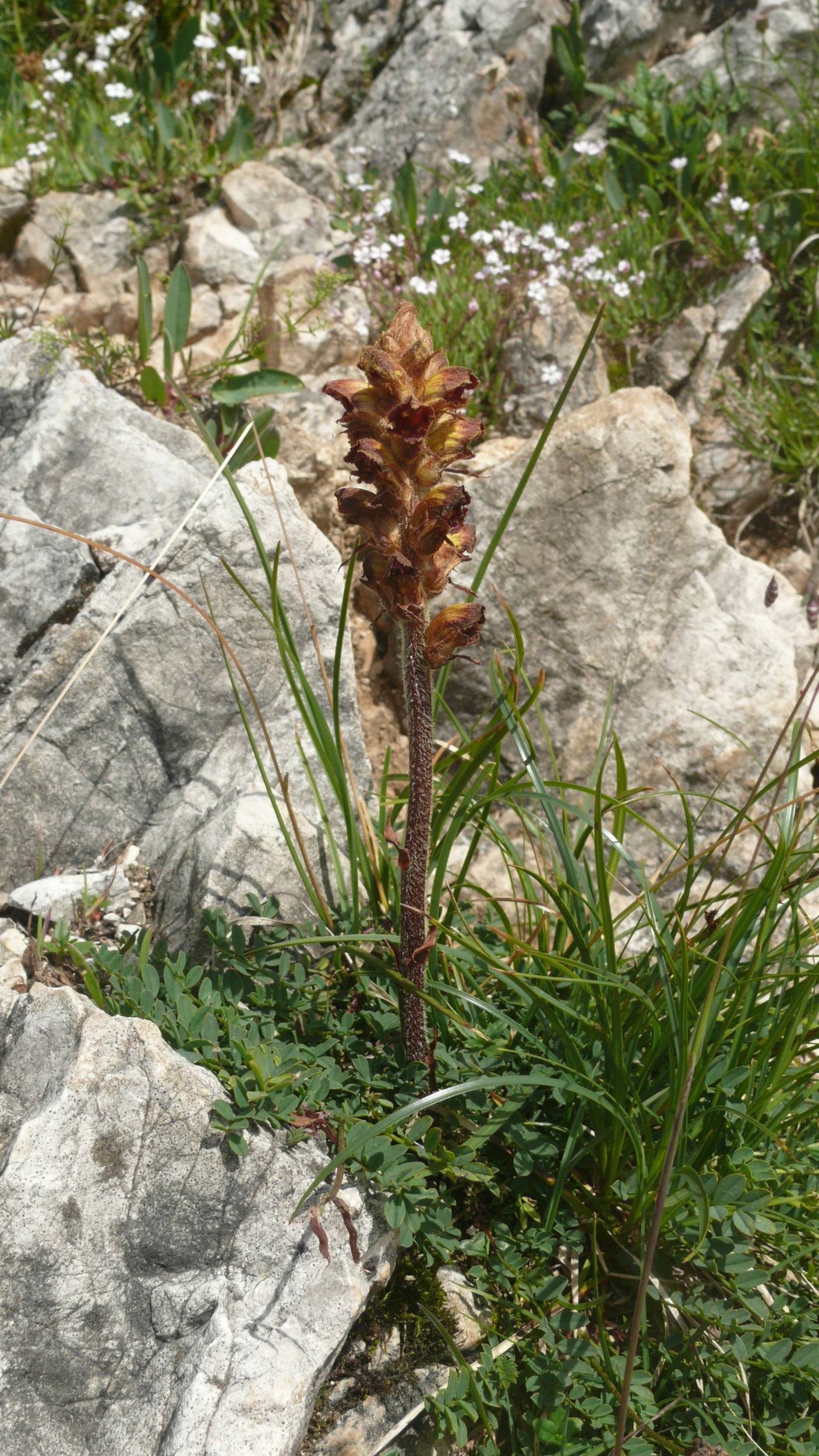